# St. Korbinian (Kleinweil)

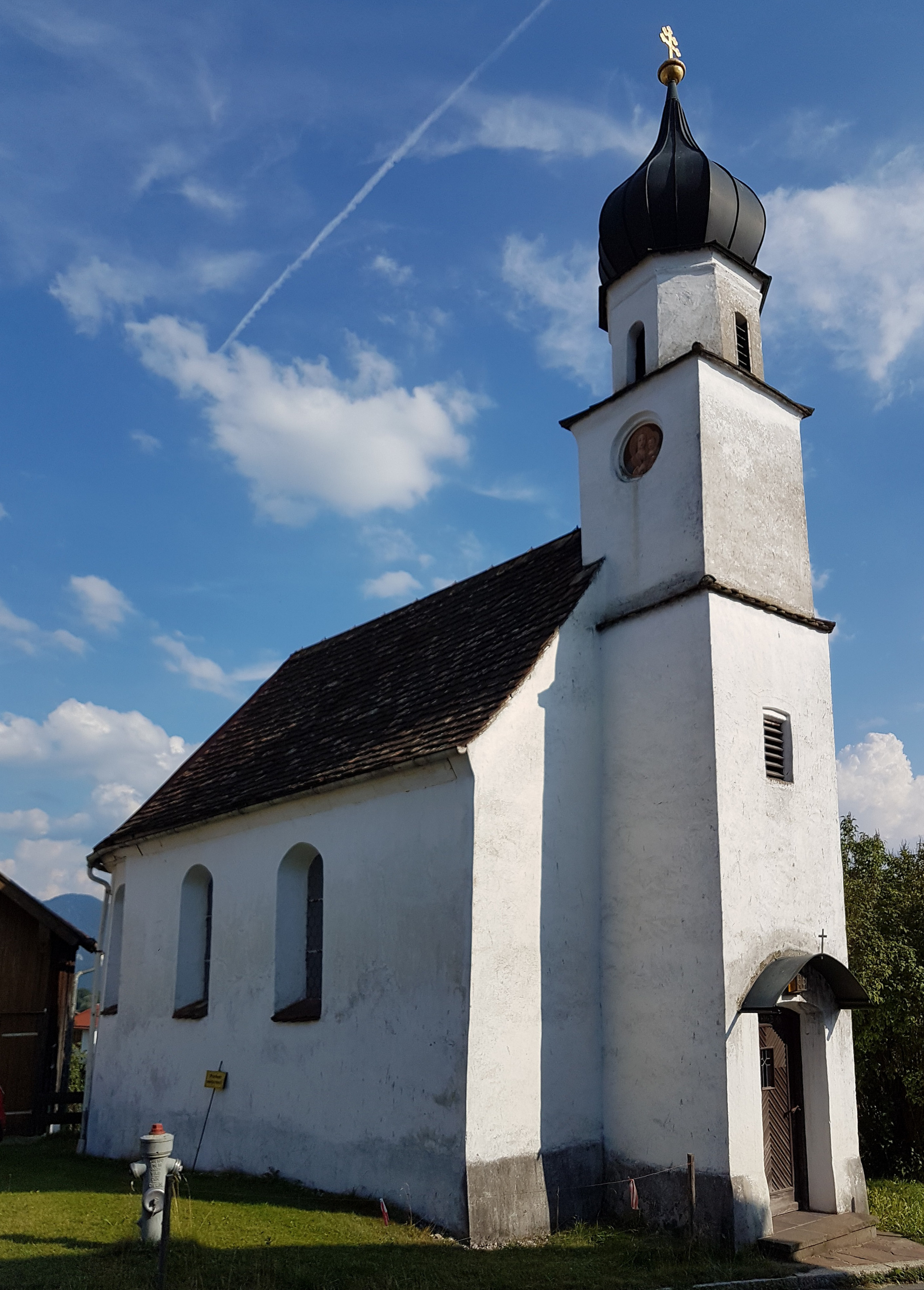
St. Korbinian von Nordwesten

Die römisch-katholische Privatkapelle St. Korbinian in Kleinweil, einem Gemeindeteil von Großweil im oberbayerischen Landkreis Garmisch-Partenkirchen, gehört als Teil der Pfarrei St. Tertulin Schlehdorf im Pfarrverband Heimgarten-Schlehdorf-Ohlstadt-Großweil zum Dekanat Werdenfels des Erzbistums München und Freising. Das Gotteshaus mit der Adresse Sindelsdorfer Straße 20 steht unter Denkmalschutz.

## Geschichte
Die heutige Ortskapelle wurde im Jahr 1767 anstelle eines baufälligen Vorgängergebäudes erbaut. Die Ausstattung stammt aus dem Jahr 1769, in dem die Kapelle auch geweiht wurde. 1940 wurden bei einem Einbruch mehrere Figuren entwendet. 2009 wurde ein elektrisches Läutwerk eingebaut.
Eigentümer der Kapelle sind die 14 „Rechtler“ – Nachfahren der 14 Kleinweiler, die das Gotteshaus errichteten. Die „Rechtler“ kümmern sich seitdem um den Unterhalt des Bauwerks.

## Beschreibung und Ausstattung
Der geostete barocke Saalbau mit eingezogenem Chor besitzt im Westen einen Zwiebelturm.
Den Hochaltar fertigte der Kleinweiler Kistler Johann Georg Miller. Die Figuren des heiligen Augustinus und Korbinian spendete das Kloster Schlehdorf.